# Mumie

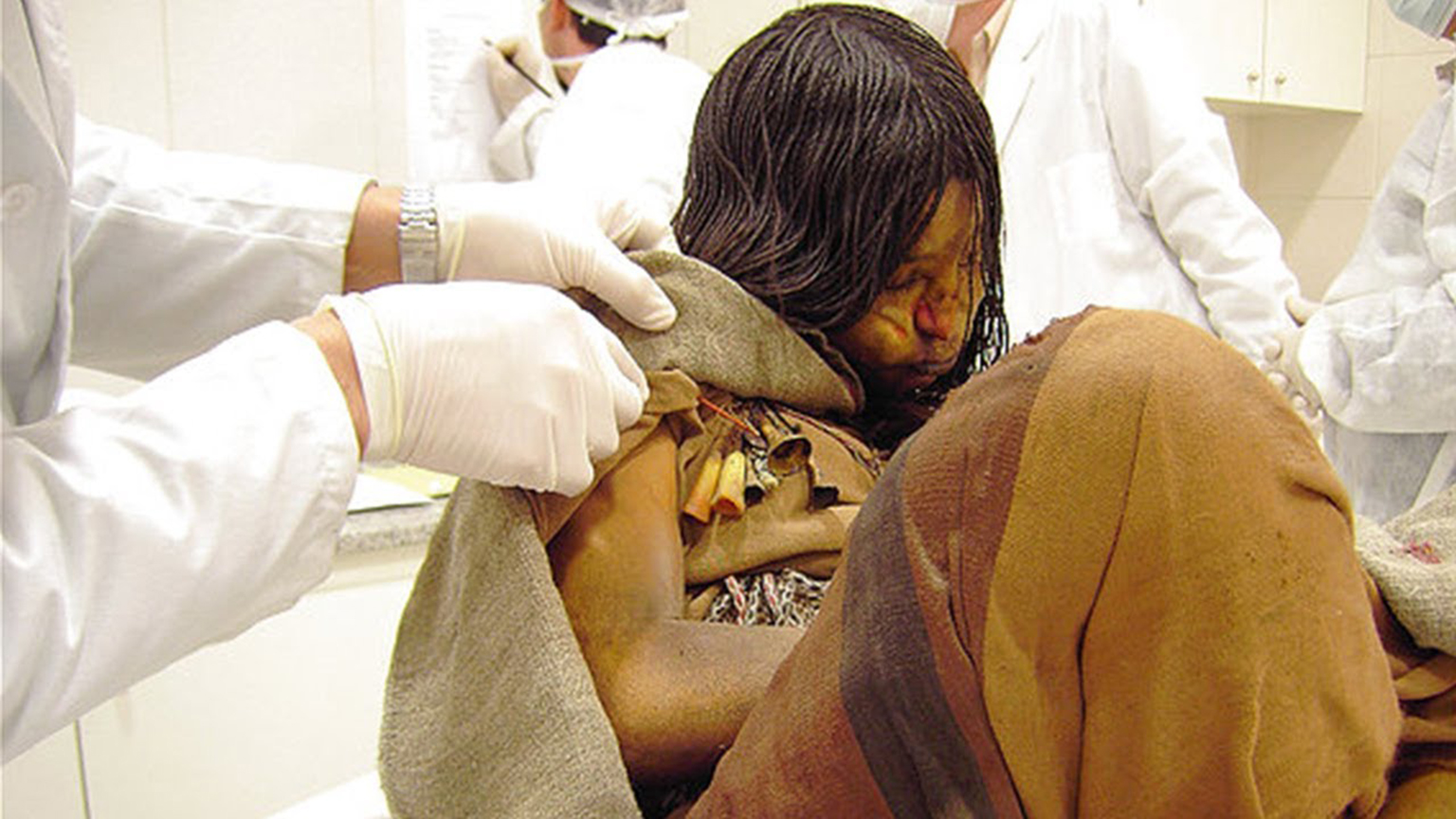
Mumie.

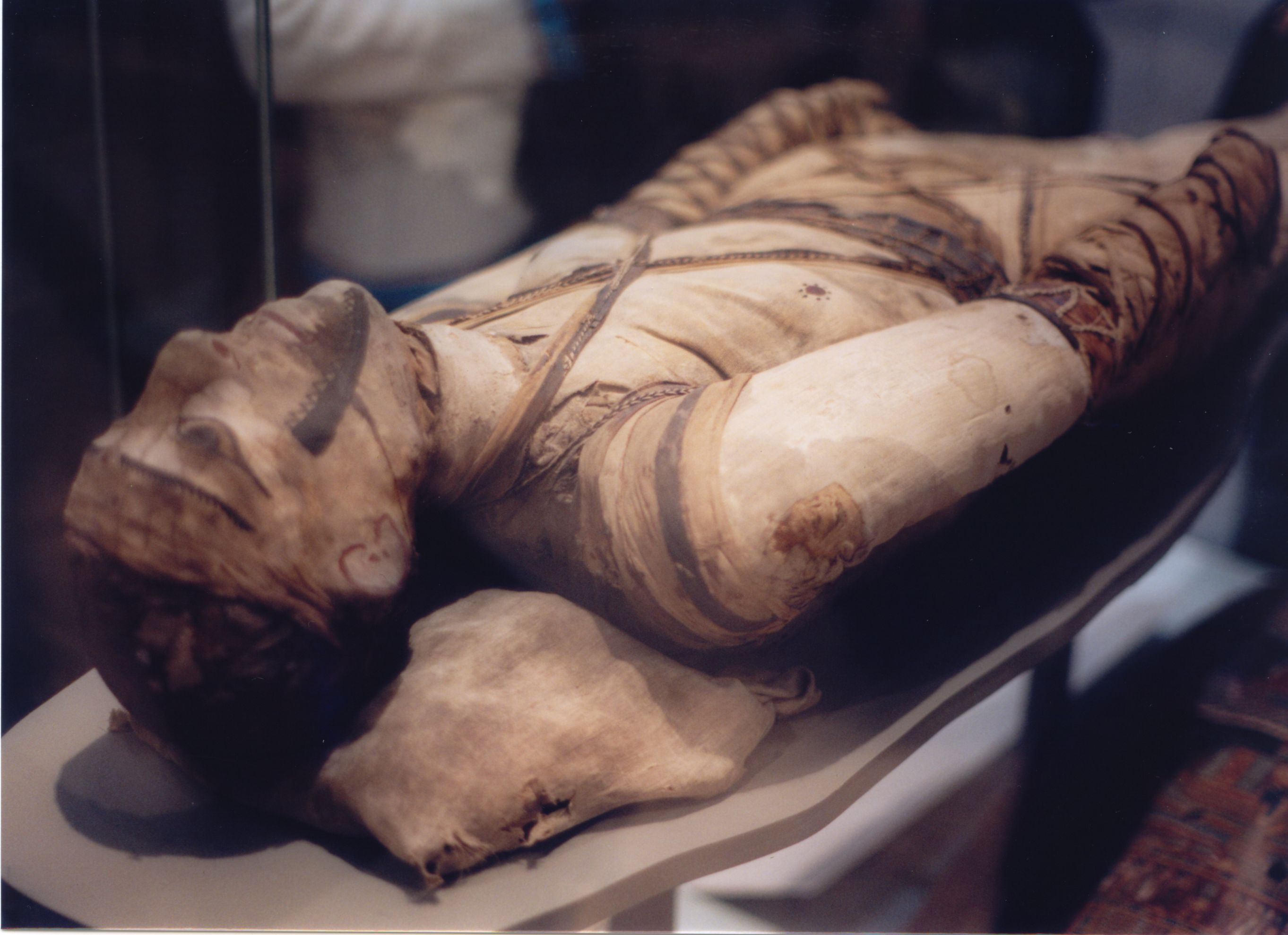
Egyptisk mumie vid British Museum.

Mumie är en död människo- eller djurkropp som bevarats under lång tid genom att den avsiktligt eller slumpmässigt blivit skyddad från förruttnelse. 
Mumifiering genom balsamering var vanligt i antikens Egypten.. 
Uppvaknande, odöda mumier med en förbannelse förekommer ofta i skräckfilmer.

## Historik

### Översikt
De mest kända mumierna är de som balsamerats i syfte att de ska bevaras, exempelvis i Egypten. Man balsamerade oftast med olika slags oljor, salter och mediciner. Med salt torkade man ut kroppen för att den lättare skulle kunna bevaras. Man gröpte ur kroppen på inälvor och fyllde den med mediciner och örter av olika slag, även detta för att den skulle kunna bevaras lättare.
Det finns även sådana som naturen bevarat, som exempelvis Bockstensmannen, Fet-Mats eller Ötzi. Processen som omvandlar liket till en form som kan stå sig under lång tid kallas mumifiering.
Den tidigaste kända mumien är daterad till omkring 3300 f.Kr. och finns bevarad på British Museum i London. Han har där fått namnet Ginger, eftersom han är rödhårig. Han begravdes i torr ökensand som förhindrade förmultning. Den tidigaste balsamerade mumien är daterad till cirka 2 600 år f.Kr.

### Egypten
Syftet med mumifieringen i det forntida Egypten var att bevara kroppen för att man skulle fortsätta må bra och se bra ut i dödsriket, och mumien tänktes på så sätt vara en förutsättning för evigt liv. Den första mumien var dödsrikets gud Osiris.
Man plockade ut fyra utvalda organ och la dem i varsitt kanopkärl. Kärlens lock föreställde gudar och skulle symbolisera deras vakan över organen. Imset tog hand om levern, Hapy lungorna, Duamutef magsäcken och Qebehsemuf tarmarna. Man tog även ut hjärnan. Det gick till så att man tog ett verktyg som var avlångt med en krok i ena änden och grävde djupt in genom näsan upp till hjärnan. Hjärnan var dock inget som sparades.
Kroppen tvättas med palmvin och sedan bäddade man in kroppen i natronkalk, som skulle hjälpa kroppen att torka. Kroppen låg i 35 dagar innan man fortsatte processen. Man fyllde då kroppen med olika oljor, harts, väv och halm för att fylla ut kroppen så att den skulle se ut som förut.
Men man fick vara försiktig. Man har nämligen hittat mumier som svält upp på grund av för mycket fyllning. Man har också hittat mumier som blivit förstörda av för mycket olja. Man lindade in mumien i linne och band in amuletter som skulle bringa tur under den döde personens resa i dödsriket. Mumien lades i en eller flera kistor och sedan i en sarkofag. Man lämnade kvar hjärtat i kroppen, då man trodde att hjärtat hade hjärnans uppgift.
Egyptierna mumifierade även djur som var tänkta att umgås med de mänskliga mumierna, såsom hundar, samt sådana som betraktades som heliga, exempelvis tamkatter och hökar.

## Etymologi
Ordet kom från det arabiska ordet mūmiyā med betydelsen bitumen, som man länge trodde användes vid balsameringsprocessen i det antika Egypten, något som man senare har ifrågasatt. En annan teori är att ordet kommer från det koptiska ordet mūm, bivax, något som faktiskt användes vid balsamering.